# 魚津市立東部中学校
魚津市立東部中学校（うおづしりつ とうぶちゅうがっこう）は、富山県魚津市吉島にある公立中学校。

## 概要

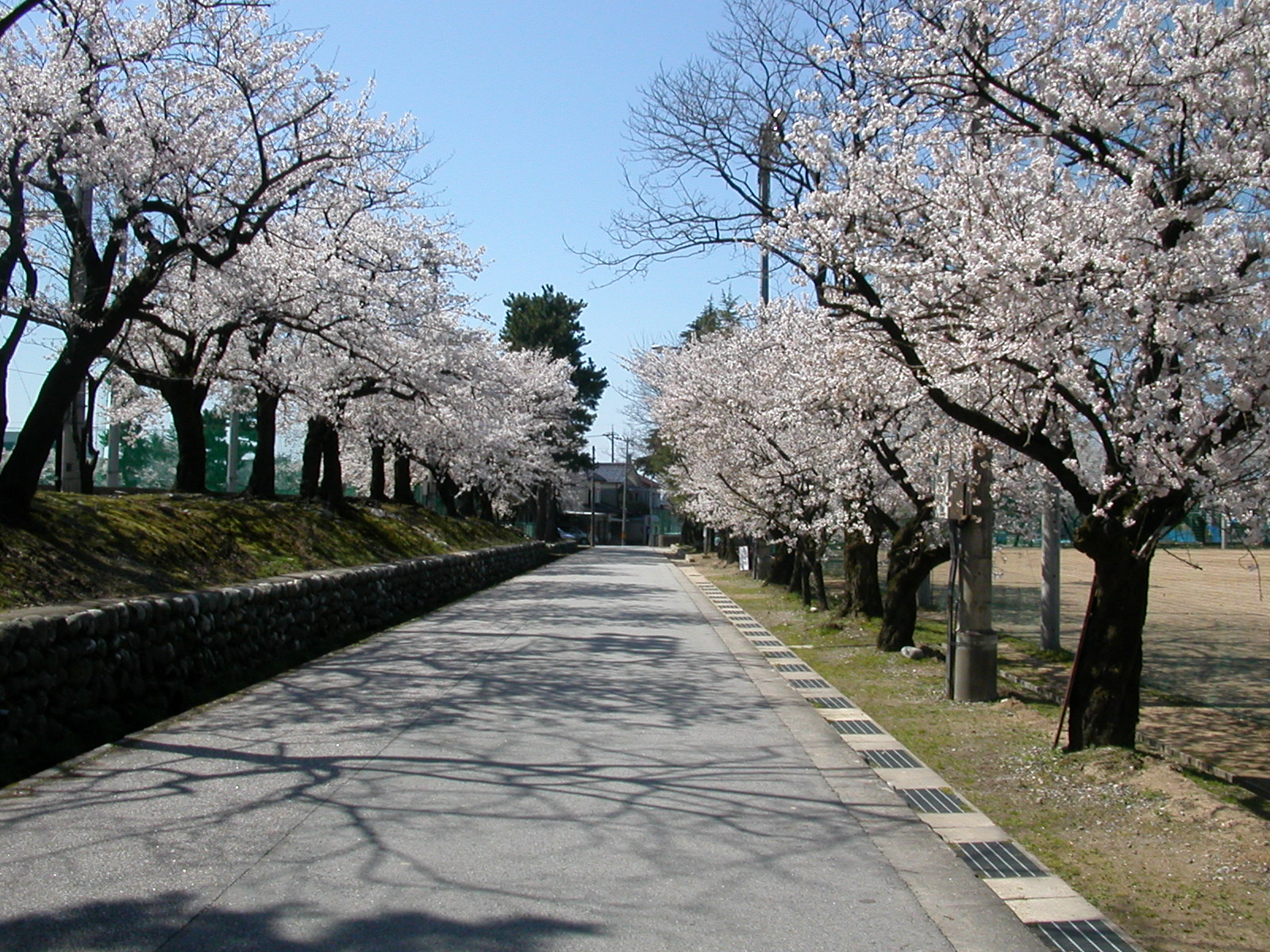
グラウンド南側の桜並木

魚津市の道下、加積、経田、片貝、天神、西布施地区を通学区域としている。元々あった加積中学校と海望中学校を統合して魚津町10ヶ村組合立魚津東部中学校として創立された。校舎は本館・南館で地上4階建て、別館は地上3階建てである。
校地は建物敷地10,001m2、グラウンド12,185m2、校舎本館、南館（延床面積5,5792）、別館（1,100m2）、屋内運動場（1,467m2）合計8,146m2。
隣には、富山県立魚津高等学校がある。

## 沿革
個別に出典が提示されている箇所以外の出典→
- 1947年4月1日 - 「海望中学校」「加積中学校」設置認可。同年4月19日開校、入学式。
- 1948年10月1日 - 「魚津町10ヶ村組合立魚津東部中学校」設置し、旧魚津中学校に暫定的に設置し、同年10月13日に開校式。
- 1949年
  - 3月23日 - 校舎建工。
  - 11月10日 - 新校舎へ移転。
  - 12月4日 - 竣工式。
- 1952年4月1日 - 現校名「魚津市立東部中学校」となる。
- 1953年10月3日 - グラウンド完成。
- 1956年9月11日 - 魚津大火により魚津市立村木小学校が焼失したことに伴い、5学年の2学級を本校に収容する。
- 1959年4月15日 - 西布施分校校舎完成。
- 1961年
  - 4月3日 - 校舎増築地鎮祭。
  - 10月28日 - 鉄筋コンクリート3階建ての特別教室棟完成。
- 1964年12月21日 - 寄宿舎完成[4]。
- 1967年8月12日 - 旧体育館着工。
- 1968年3月15日 - 旧体育館完成（現在の体育館は1991年3月26日に完成）[5]。
- 1973年
  - 4月18日 - プール着工。
  - 7月17日 - プール完成（現在はほとんど使われていない）[6]。
- 1978年3月10日 - 校舎改築工事開始[7]。
- 1979年
  - 3月5日 - 校舎建築地鎮祭挙行。
  - 11月20日 - 現校舎第1期工事完成[7]。
- 1981年3月28日 - 新校舎第2期工事完成[8]。
- 1982年1月20日 - 現在の鉄筋4階建ての校舎（管理、教室棟）完成し、同年3月1日に竣工式[8]。
- 1990年5月28日 - 体育館増改築工事開始。
- 1991年3月26日 - 体育館竣工式。
- 1993年3月29日 - 旧別館解体工事開始。
- 1994年2月10日 - 別館改築工事完成。同年2月23日竣工式。
- 1997年
  - 3月25日 - 部室新築工事開始。
  - 7月17日 - 東雲館（部室）完成。
  - 7月18日 - 武道場新築工事開始。
- 1998年2月27日 - 東風館（武道場）完成。

## 周辺
- 国道8号
- あいの風とやま鉄道線 魚津駅
- 富山地方鉄道 新魚津駅

## 分校
かつて2校の分校が存在していた。
片貝谷分校（片貝分校）
1949年11月25日設置、1969年3月31日廃校
西布施分校
1953年4月10日設置、1963年3月31日廃校
西布施地区（旧・西布施村）の生徒は、当初、東布施村に所在していた布施中学校に通学しており、1952年より布施中学校が魚津市と東布施村の組合立となったが、東布施村が黒部市に編入されたことに伴い、当分校が設置された。2階建てで西布施小学校と廊下続きの建物であった。